# Mångtjärnarna (Voxna socken, Hälsingland, 679724-149020)
Mångtjärnarna är en sjö i Ovanåkers kommun i Hälsingland och ingår i Ljusnans huvudavrinningsområde.